# Bulhyeon-dong
Bulhyeon-dong (koreanska: 불현동) är en stadsdel i staden Dongducheon i provinsen Gyeonggi i den norra delen av Sydkorea, 38 km norr om huvudstaden Seoul.